# Royal Arsenal
Royal Arsenal, ook wel Woolwich Arsenal, is een voormalig militair terrein, tegenwoordig een woon- en werkgebied in de Londense wijk Woolwich in de Royal Borough of Greenwich. Het gebied strekt zich uit langs de zuidoever van de Theems in het zuidoosten van de Britse metropool. Het arsenaal vormde ooit een ruim 5 km² grote enclave, waar op het hoogtepunt 80.000 mensen werk vonden. Het Royal Arsenal is tegenwoordig van betekenis vanwege zijn militaire en maritieme geschiedenis en vormt daarnaast een van Zuid-Londens grootste stedenbouwkundige projecten. Een vijfentwintigtal gebouwen hebben de status van een monument (listed building), waarvan vier Grade II* (important buildings of more than special interest) en één Grade I (buildings of exceptional interest).

## Ligging
Het arsenaalcomplex ligt op de zuidelijke oever van de rivier de Theems, min of meer tegenover London City Airport in de Docklands. Ten zuiden van het gebied ligt het stadscentrum van Woolwich, waarvan het gescheiden wordt door de drukke A206, ter plaatse Beresford Street en Plumstead Road geheten. Aan de westzijde wordt het begrensd door het gebied rondom de Woolwich Foot Tunnel en de Woolwich Ferry. Verder naar het westen ligt Woolwich Dockyard, eveneens een historisch district, waar echter weinig van de oorspronkelijke bebouwing bewaard is gebleven. Aan de oostzijde gaat Royal Arsenal geleidelijk over in Thamesmead Riverside.
Woolwich Arsenal ligt aan de voet van een 132 meter hoge heuvel, Shooter's Hill. Het terrein zelf is min of meer vlak. Aangezien het gebied ten oosten van de Thames Barrier ligt, kan de rivier hier nog voor overstromingen zorgen. Een waterkering voorkomt dit, maar ontneemt tevens voor een deel het zicht op de Theems.

## Geschiedenis

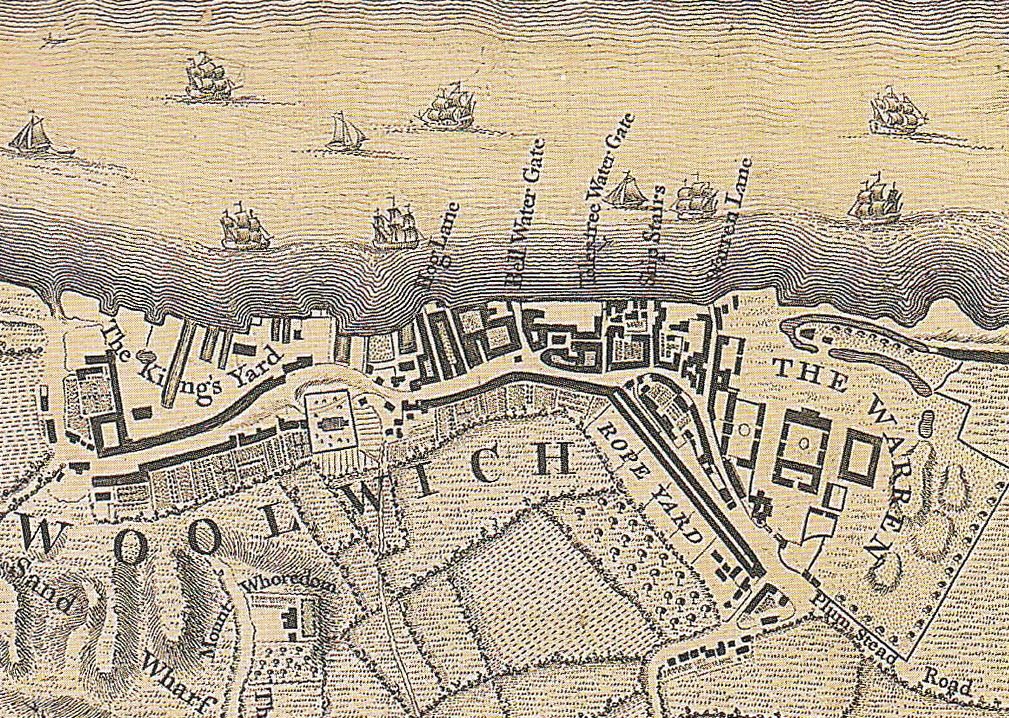
The King's Yard, Oud-Woolwich en The Warren in 1746

### Militaire geschiedenis van Woolwich
Woolwich was door zijn ligging aan de Theems vanouds een handelsnederzetting. Het pontveer ter plaatse wordt al in 1308 genoemd. Begin 16e eeuw vestigde koning Hendrik VIII hier een marinewerf, de Woolwich Dockyard, ook wel The King's Yard genoemd. Hier werden tot eind 19e eeuw een groot aantal roemruchte Engelse oorlogsschepen gebouwd. In de nabijheid van de werf lagen verschillende militaire toeleveringsbedrijven, waaronder een geweerfabriek uit 1546. In de 18e eeuw kwamen daar de Royal Military Academy en de Royal Artillery Barracks bij, in 1865 een groot militair ziekenhuis, het Royal Herbert Hospital, en andere voorzieningen. Met de gestage uitbreiding van het Britse Rijk dijde ook de militaire bedrijvigheid in Woolwich sterk uit, waardoor de bevolking van het stadje in de 19e eeuw verviervoudigde (van ca 10.000 tot 40.000)..

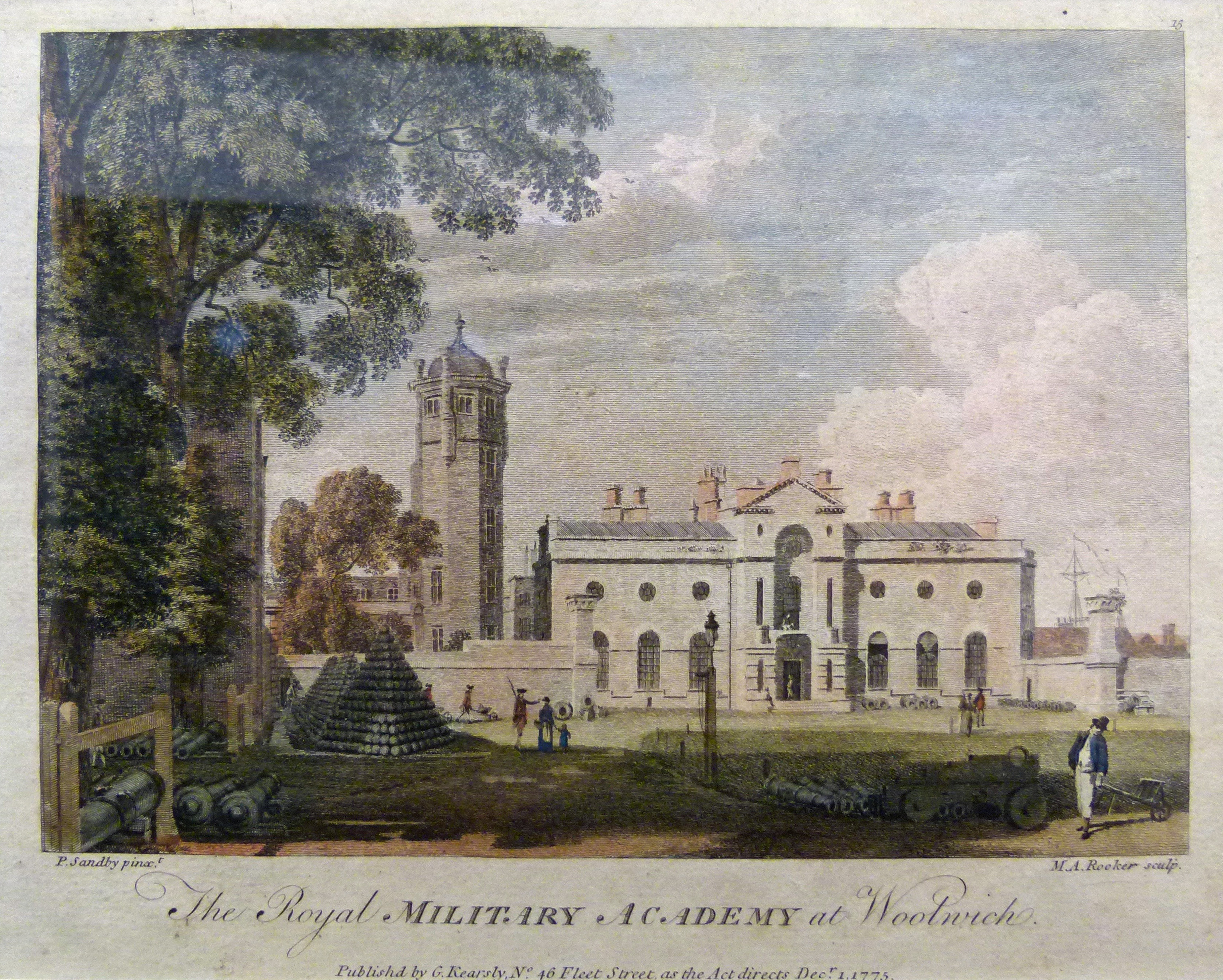
De toren van Tower Place vóór de sloop in 1786. Ernaast de Royal Military Academy

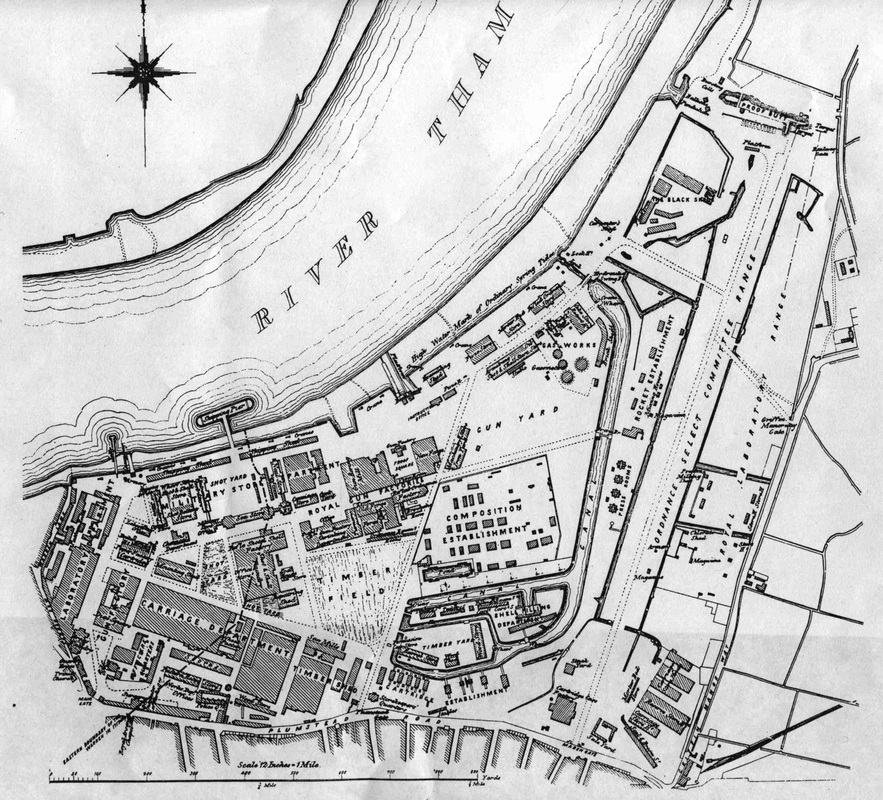
Het terrein in 1877

### Stichting van het arsenaal
In de late 17e eeuw verhuisden delen van het koninklijk arsenaal vanuit Greenwich naar Woolwich. Deze werden gevestigd op het door de kroon in 1671 aangekochte landgoed Tower Place, ten westen van Woolwich Dockyard en ten noorden van de Royal Rope Yard (een touwslagerij of lijnbaan). Enkele jaren later kocht de kroon de bestaande geweerfabriek. In 1717 werd de Royal Brass Foundry gesticht, waarna er in Woolwich kanonnen gegoten werden. Binnen het gebied werd dus niet alleen oorlogstuig opgeslagen; het werd er ook geproduceerd. De wapenfabrieken van de Britse overheid werden in de 17e eeuw gebundeld onder de naam Royal Ordnance Factories. In Woolwich ging het om de Royal Laboratories (buskruit, explosieven), de Royal Gun Factory (geweren, kanonnen) en de Royal Carriage Factory (militaire voertuigen). Tot 1805 werd het arsenaal en fabrieksterrein meestal aangeduid als de Warren, daarna sprak men van het Royal Arsenal, een naam die de lading maar zeer gedeeltelijk dekte.

### Bloeiperiode en verval

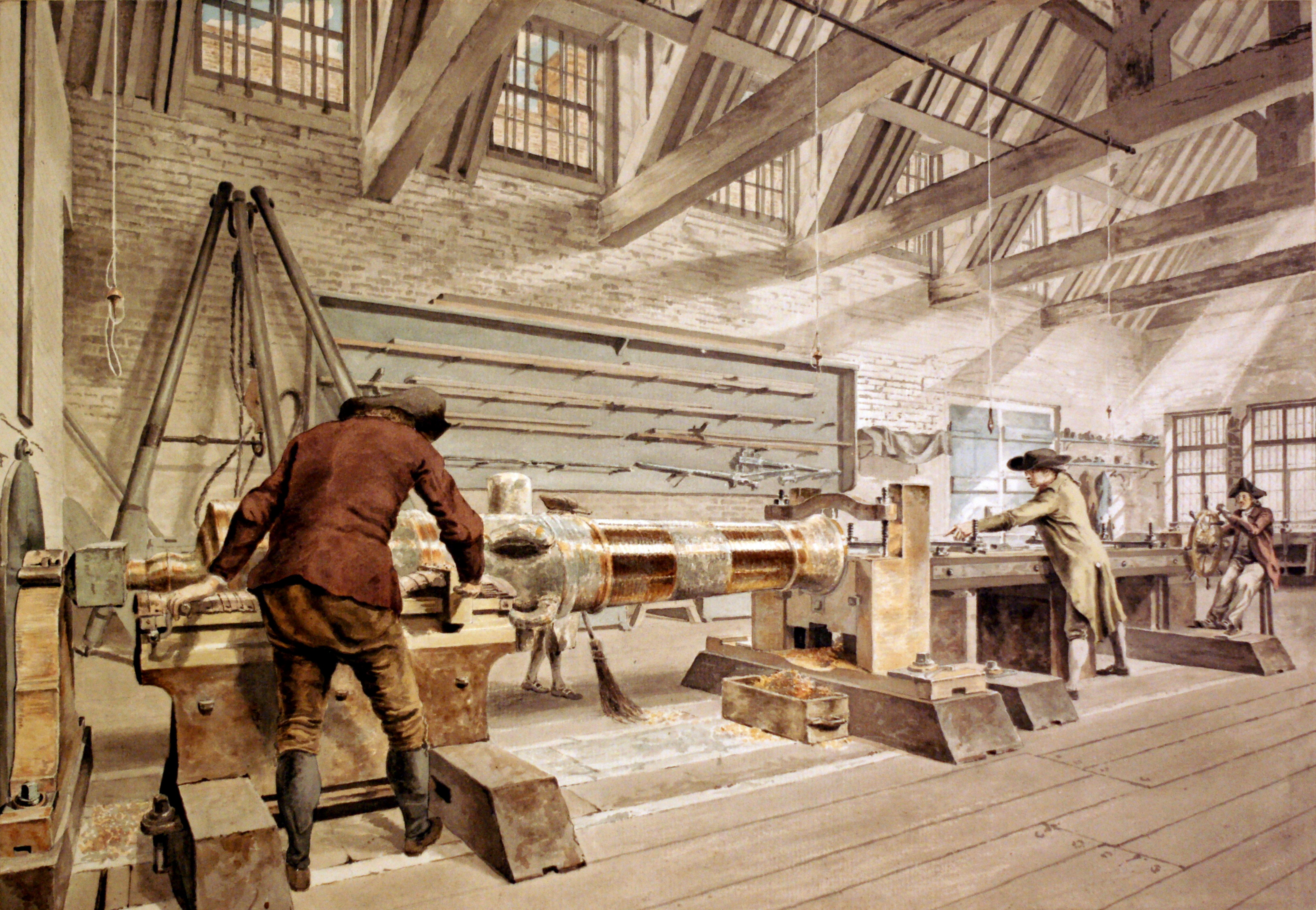
Jan Verbruggen in de Royal Brass Foundry, ca 1778

Een belangrijke impuls voor de Engelse oorlogsindustrie in het algemeen en Royal Arsenal in het bijzonder, was de komst in 1770 van de Nederlandse bronsgieter Jan Verbruggen met zijn zoon Pieter. Beiden werden aangesteld als meestergieters in de Royal Brass Foundry, de koninklijke bronsgieterij. De Verbruggens installeerden er hun innovatieve horizontale boormachine, die de productie van preciezere kanonnen mogelijk maakte.
Van 1776 tot 1856 werden veroordeelden ingezet voor dwangarbeid, onder meer voor het bouwen van een vijf meter hoge muur rondom het arsenaal en het graven van een kanaal. De maximaal 600 gevangenen waren gehuisvest in drie verouderde scheepsrompen, hulks, die afgemeerd lagen in de Theems. In 1824 werd door de van oorsprong Franse ingenieur Marc Isambard Brunel de eerste stoommachine op het terrein geïnstalleerd, waarna er al snel andere volgden.
Vooral na het uitbreken van de Krimoorlog in 1854 groeide Royal Arsenal explosief. Begin 20e eeuw bereikte het bedrijfsterrein zijn maximale oppervlakte, circa 526 ha. Het strekte zich over een afstand van bijna 5 km uit langs de Theems en was op sommige plaatsen 1,5 km breed. Omstreeks 1914 werkten er bij Royal Arsenal circa 80.000 mensen. Daarna liep de werkgelegenheid gestaag terug. Met name de sluiting van de Royal Ordnance fabriek in 1967, luidde een periode in van groot banenverlies en economische achteruitgang in Woolwich.

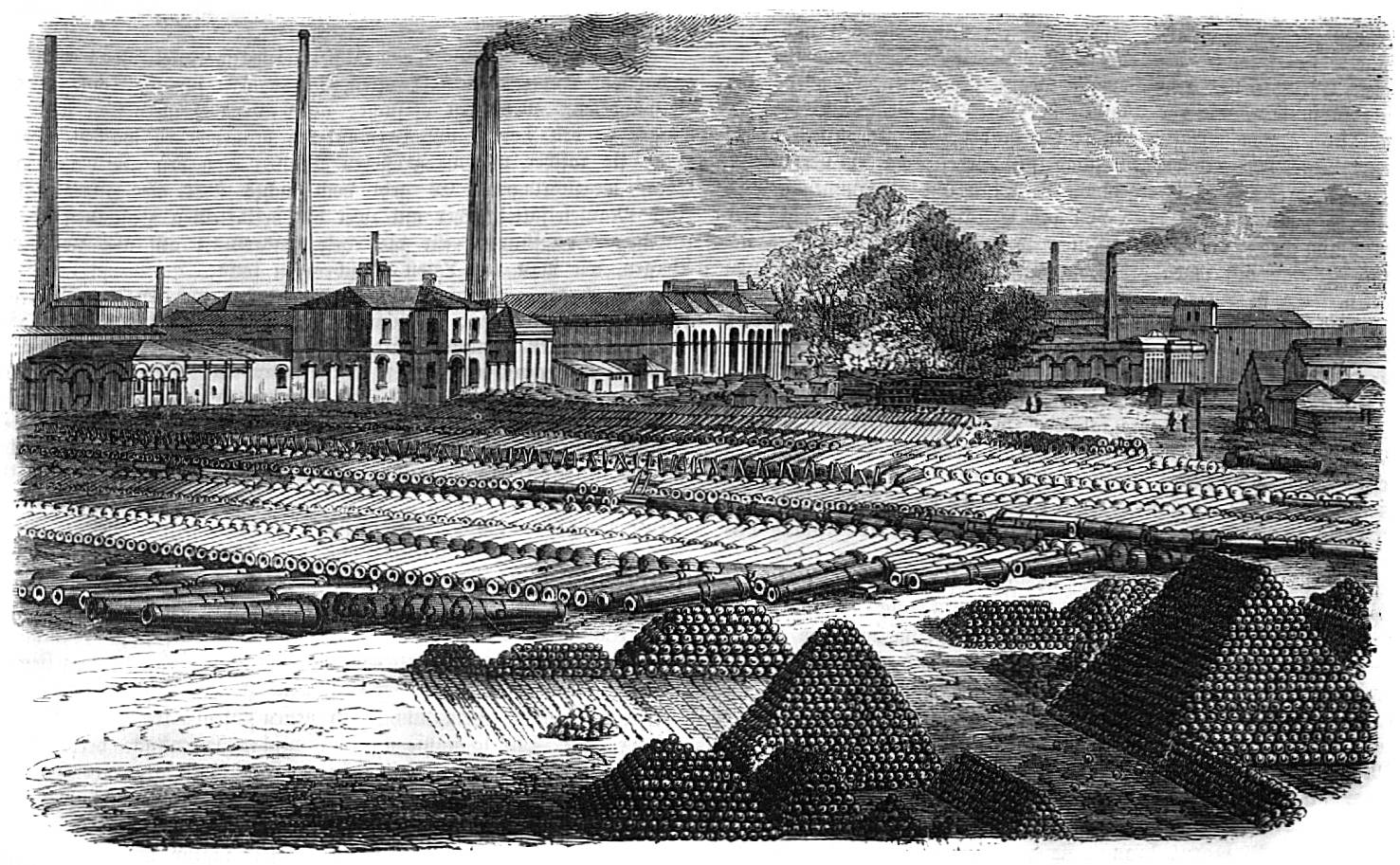
Kanonnen en kogels in de buitenlucht, 1858
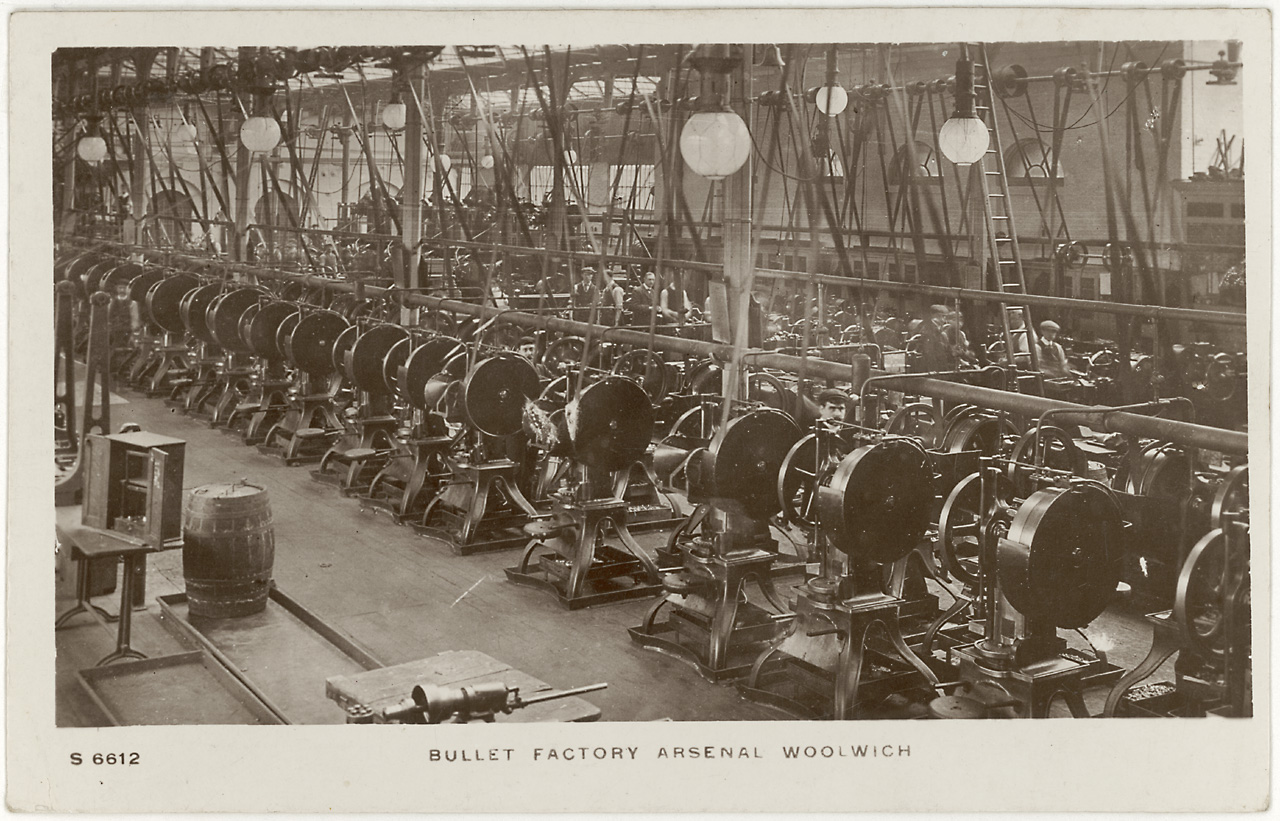
Machinehal voor kogelfabricage, 19e eeuw
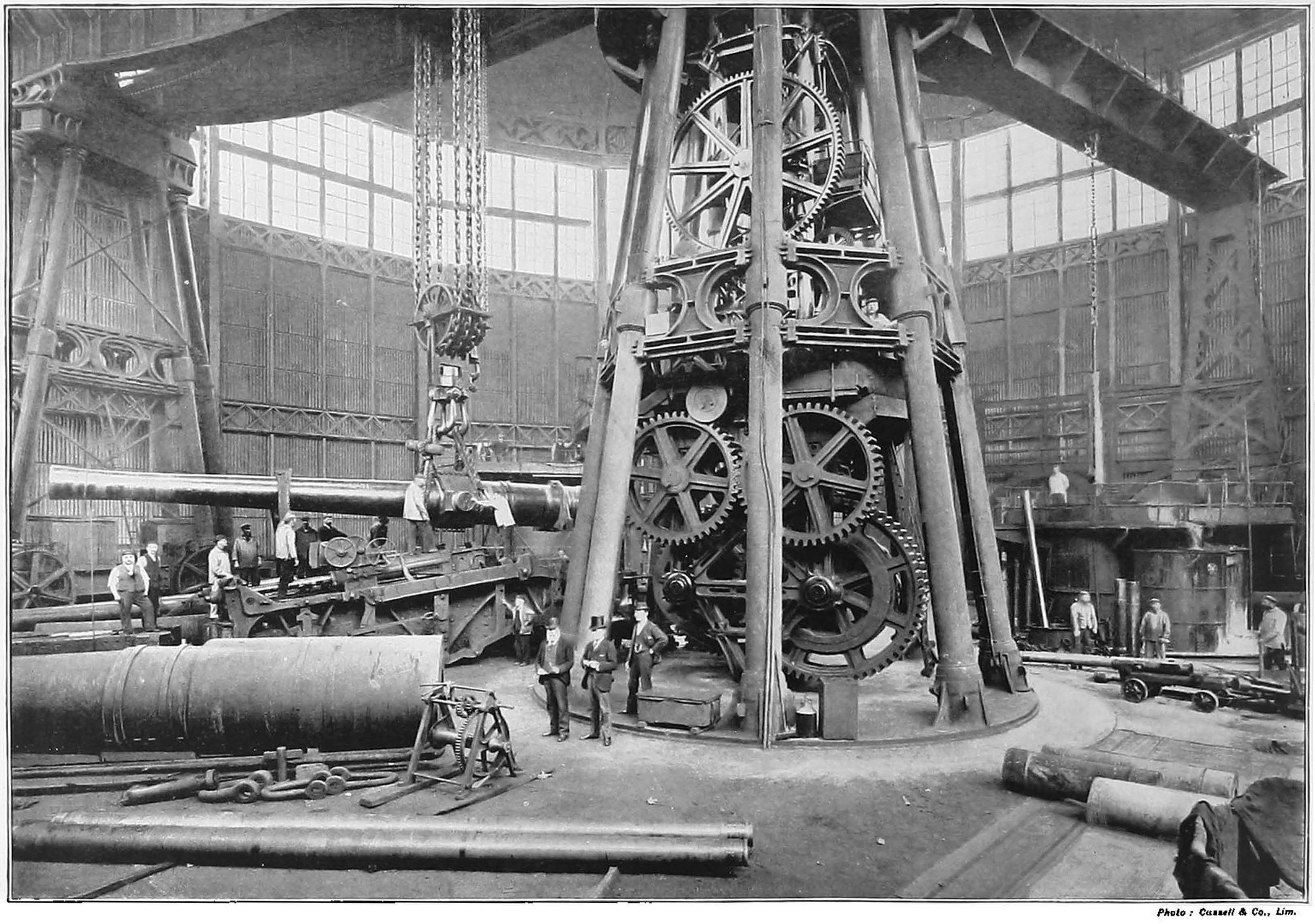
Hijskraan voor scheepskanonnen, ca 1888
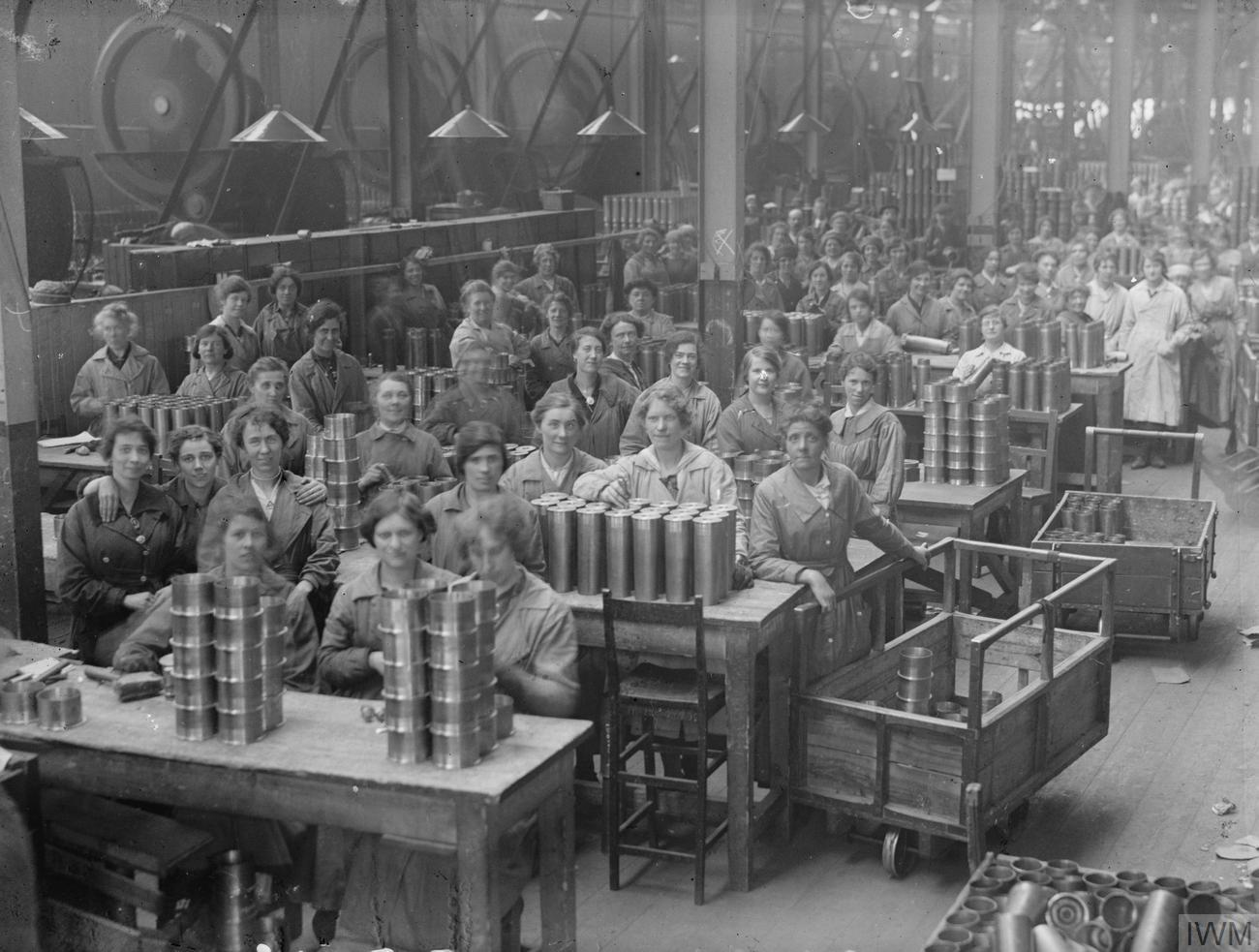
Vrouwen aan het werk, 1918

### Regeneratie van Royal Arsenal Riverside

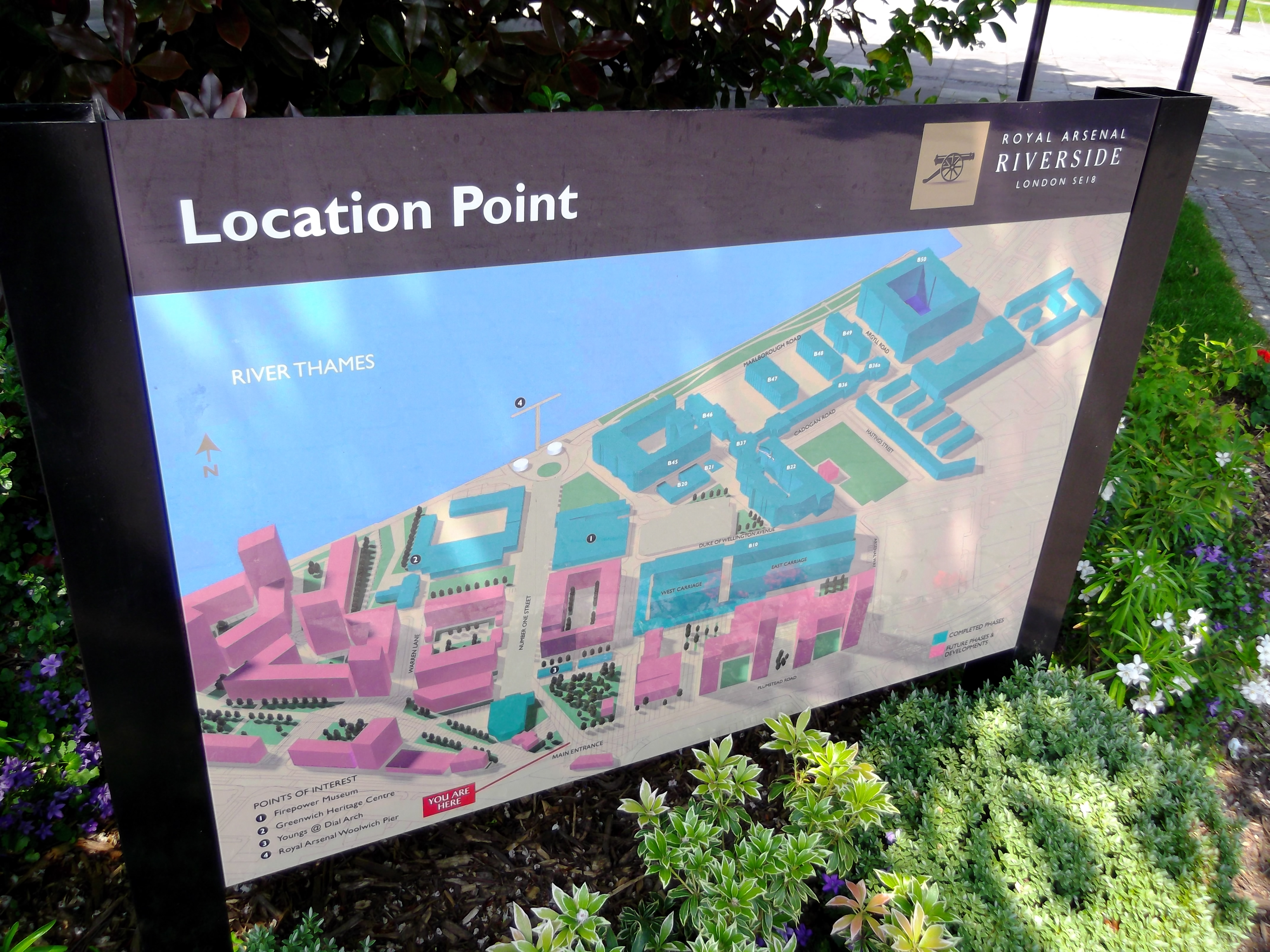
Royal Arsenal Riverside

Vanaf 1967 werd het noordoostelijk deel van het terrein vrijgegeven voor woningbouw en industrie. Hier werd onder andere de wijk Thamesmead-Broadwater Green aangelegd. Het oudste deel van Royal Arsenal, waar zich de meeste monumentale gebouwen bevinden, bleef nog enkele tientallen jaren in gebruik bij het Britse leger. In 1984 werd de Royal Arsenal Woolwich Historical Society opgericht, die zich inzette voor het behoud van het historisch erfgoed.
Na het definitieve vertrek van het Ministerie van Defensie in 1994, werd het terrein in 1997 overgedragen aan de London Development Agency. Besloten werd het 30 ha grote terrein te ontwikkelen als nieuw woon- en werkgebied met een toeristische nevenfunctie. In 2001, bij de opening van het Royal Artillery Museum, kon het publiek voor het eerst in 300 jaar het terrein betreden. In 2002 betrokken de eerste bewoners hun appartementen. Anno 2015 zijn de meeste historische gebouwen gerestaureerd en is Royal Arsenal Riverside een gewilde woonlocatie.
Na het doortrekken van de Docklands Light Railway naar Woolwich (geopend in 2009) en vooruitlopend op de komst van Crossrail (voorzien in 2018) zijn in Woolwich een aantal grootschalige bouwprojecten van start gegaan, met name in de nabijheid van het nieuwe Crossrail-station Woolwich in Royal Arsenal Riverside. Verwacht wordt dat de bevolking van Woolwich Riverside hierdoor tussen 2013 en 2026 zal verdubbelen.

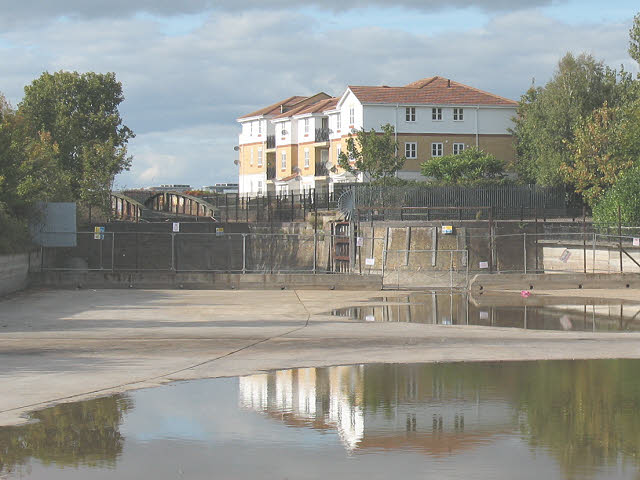
Broadwater Green, Thamesmead
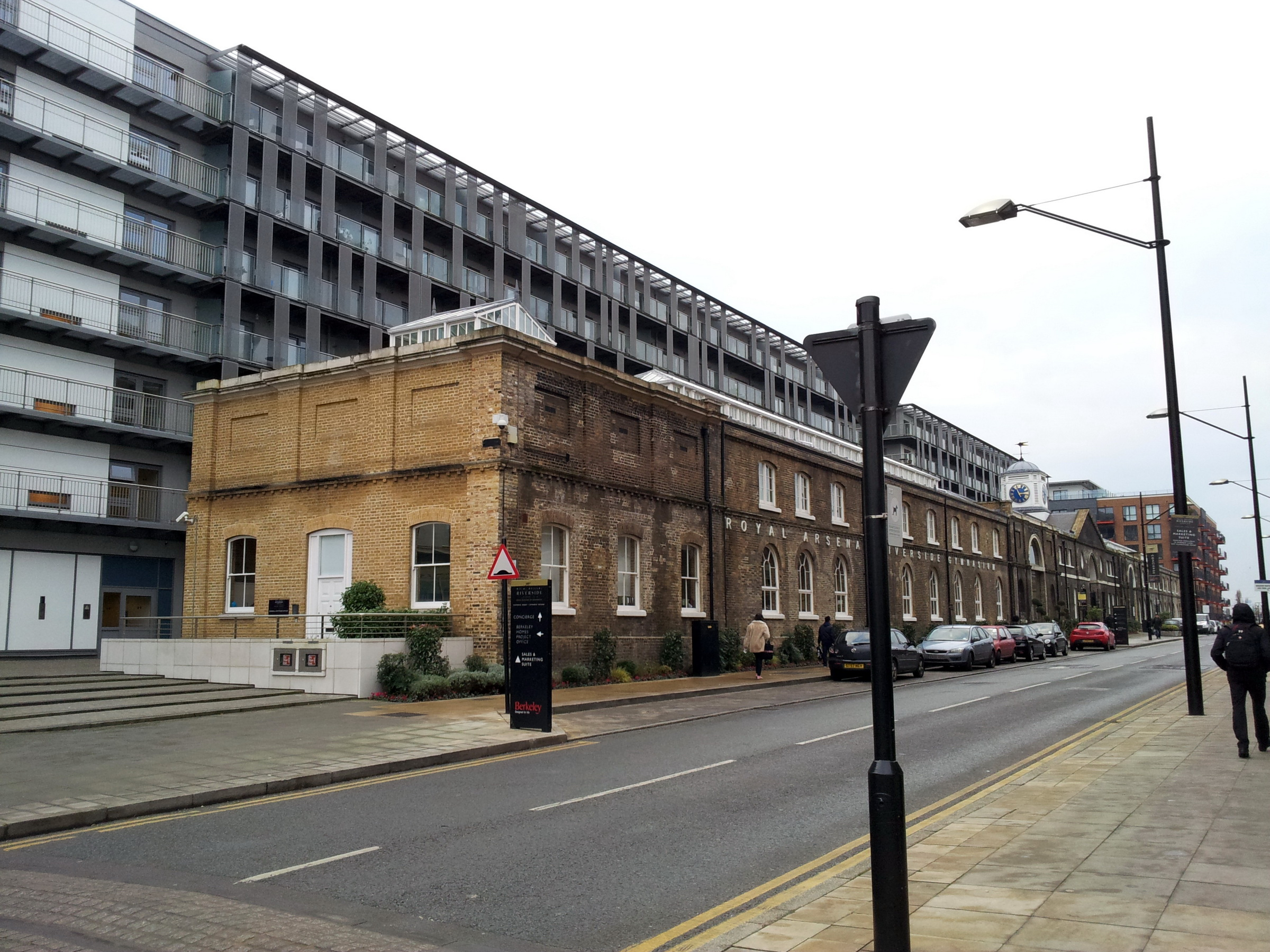
Oud en nieuw (Royal Carriage Mews)
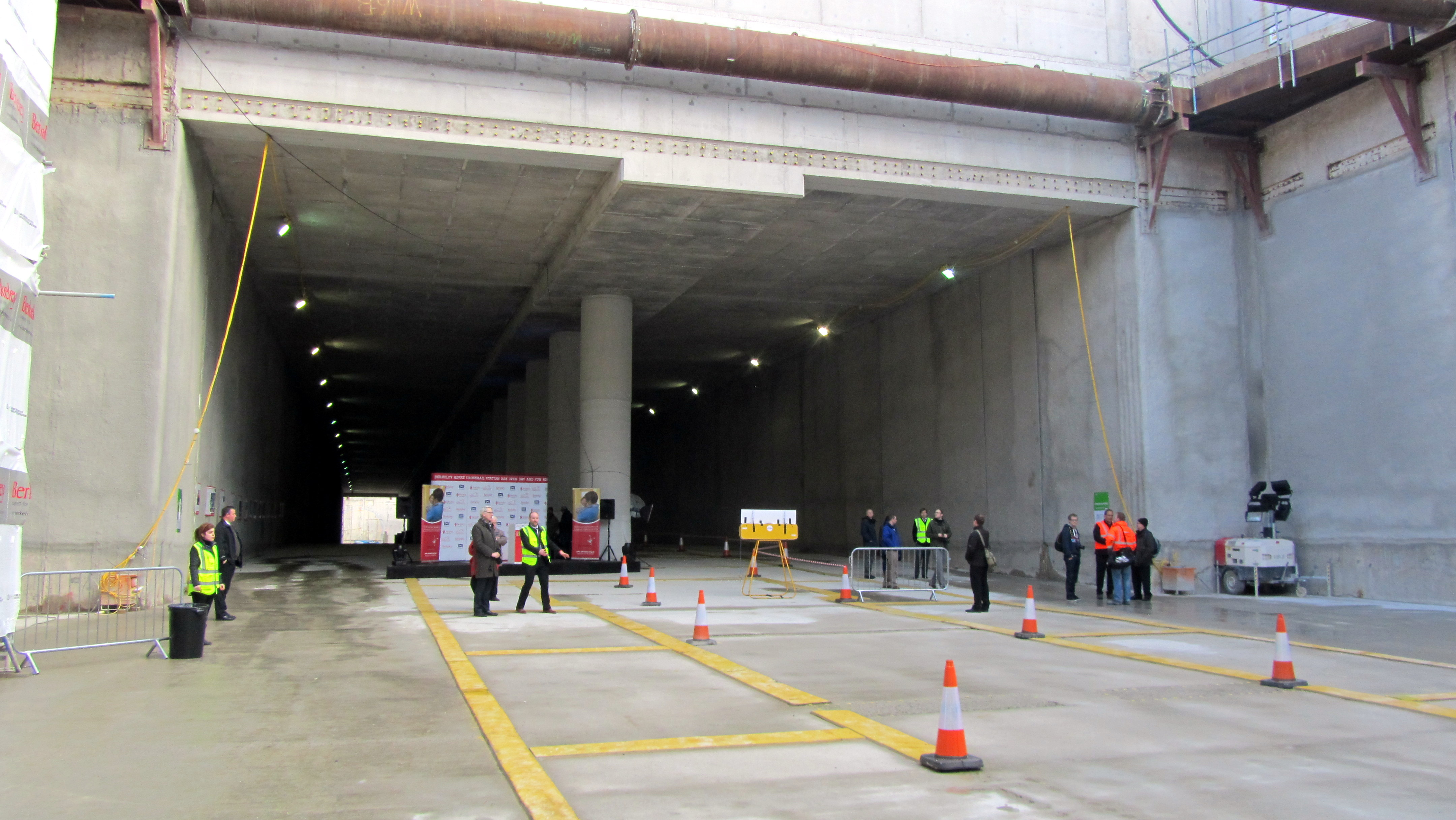
Crossrail-station in aanbouw, 2013
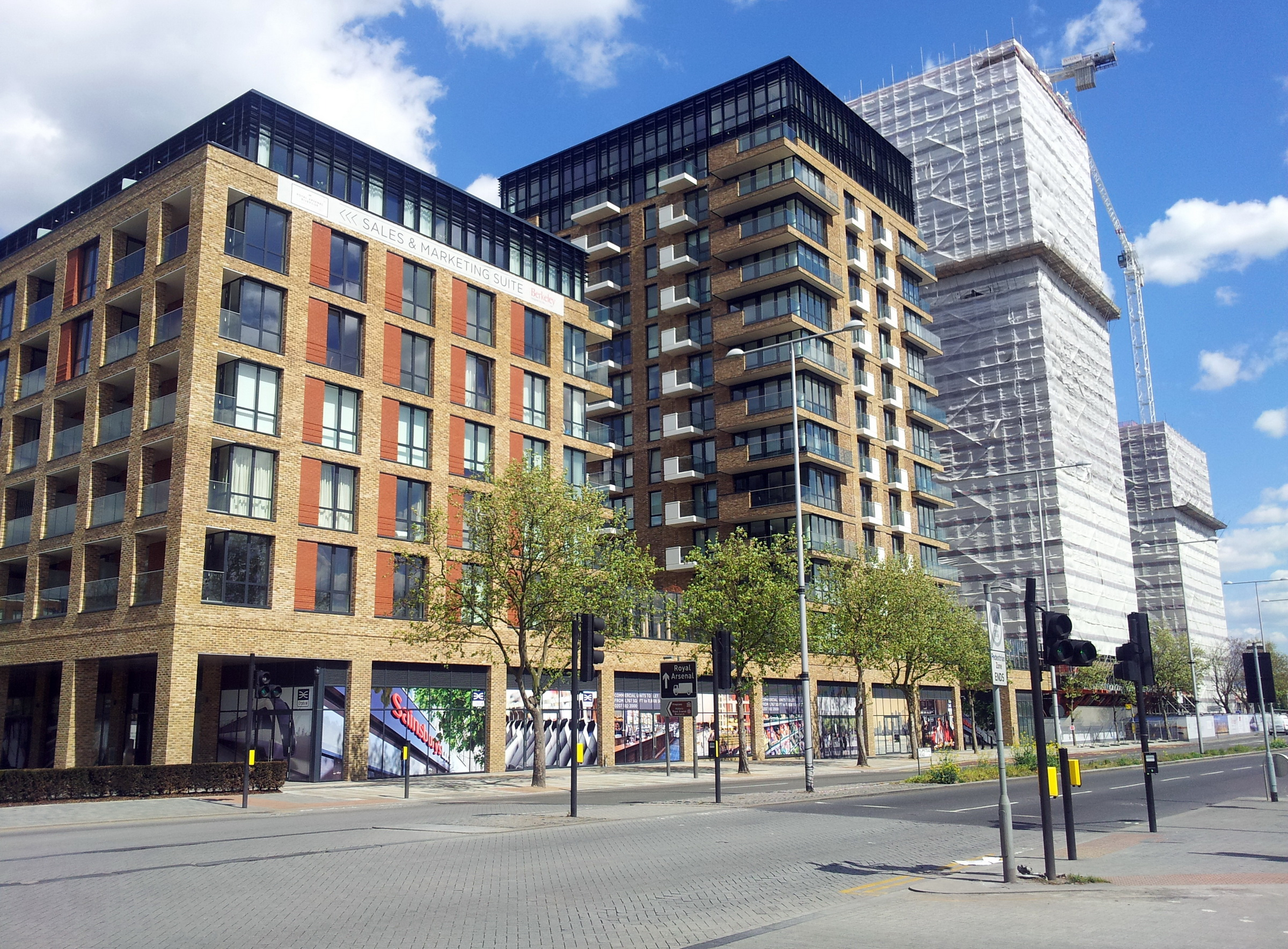
Vastgoedontwikkeling bij het nieuwe station, 2015

## Historisch erfgoed

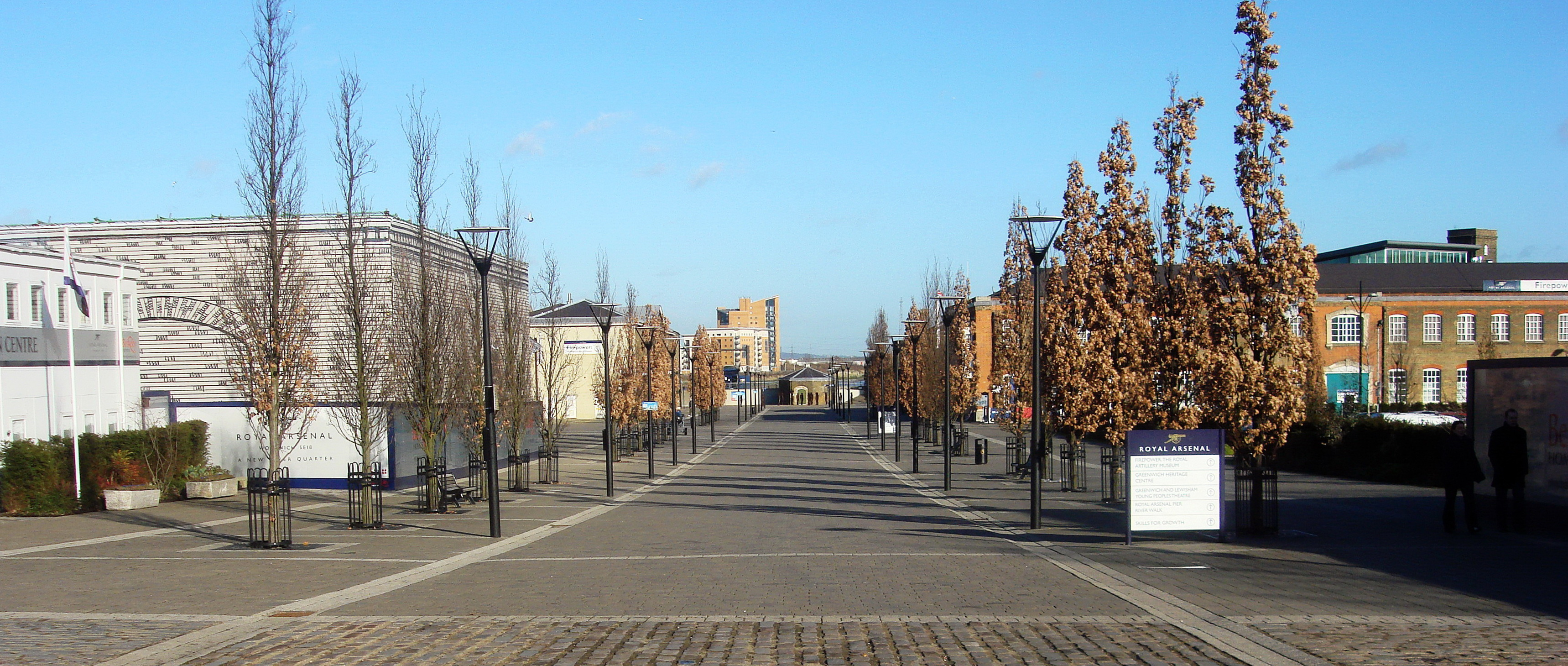
No 1 Street in Royal Arsenal

Drie eeuwen lang zijn in het gebied tussen de Theems en het huidige centrum van Woolwich fabrieken, magazijnen en administratiegebouwen gebouwd voor het koninklijk arsenaal. Na de sluiting van Royal Arsenal in 1994 zijn diverse historische gebouwen gerestaureerd. De oudste panden bevinden zich aan No 1 Street, vlak bij de ingang van het terrein. Het gebouw van de Old Royal Military Academy staat op de plek waar voorheen het landhuis Tower House stond. In het 18e-eeuwse gebouw is een musical- en dansopleiding gevestigd. Het naastgelegen Royal Laboratory voor de productie van munitie dateert nog deels uit 1696. Het gebouw huisvestte tot 2018 het Greenwich Heritage Centre, een museum van lokale geschiedenis. Sinds 2021 is het onderdeel van het centrum voor podiumkunsten Woolwich Works. Ook het voormalige gebouw van het Royal Artillery Museum, op de hoek van No 1 Street en Wellington Avenue, is nu onderdeel van Woolwich Works. De Royal Brass Foundry is het op een na oudste gebouw en dateert uit 1717. Hier werden de kanonnen voor het Britse leger en de marine gegoten. Het gebouw heeft de hoogst mogelijke beschermde status (Grade I Listed Building) en wordt toegeschreven aan John Vanbrugh. Vlakbij staan enkele gebouwen uit 1720, mogelijk van Nicholas Hawksmoor. In diverse historische gebouwen zijn thans pubs gevestigd, onder andere in het Main Guard House en in een voormalige geweerfabriek. Bijzonder is ook het Verbruggen House, een huis dat de Britse regering in 1772 liet bouwen voor de Nederlandse meestergieters Jan en Pieter Verbruggen.

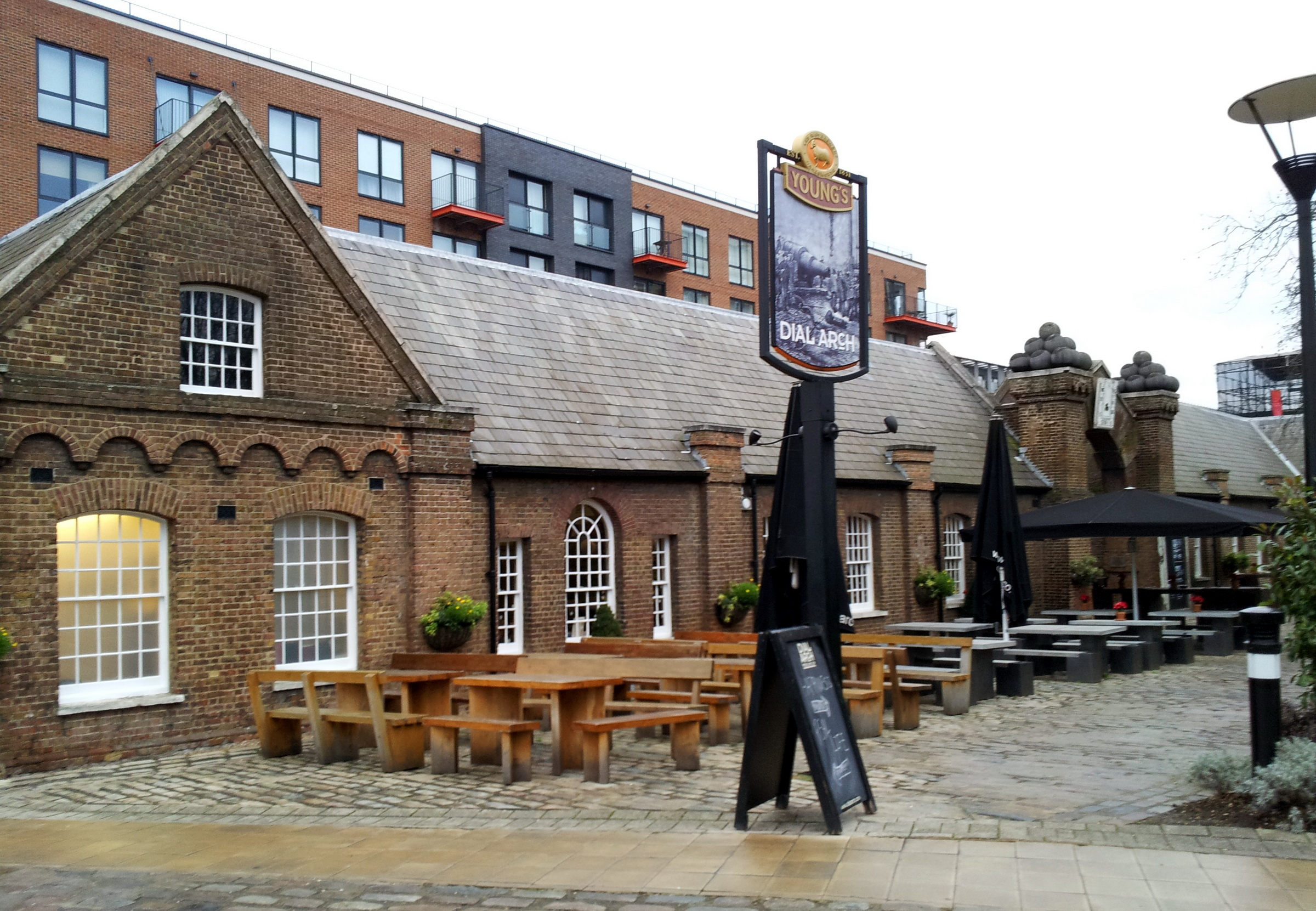
Dial Arch Square: de oude geweerfabriek is nu een pub

Elders op het terrein bevinden zich eveneens diverse interessante gebouwen. Het oudste deel van de Royal Carriage Factory dateert uit omstreeks 1728 en is na 1800 sterk uitgebreid. Het maakt tegenwoordig deel uit van een appartementencomplex. Een zeer groot complex is het aan de Theems gelegen pakhuis Grand Storehouse, gebouwd van 1806-13 en mogelijk ontworpen door James Wyatt. De diverse bouwdelen zijn gegroepeerd rondom binnenhoven, die thans dienstdoen als gemeenschappelijke tuinen voor de bewoners van de appartementen. Van de Shell Foundry is alleen het statige poortgebouw over. Zeer bijzonder zijn de gietijzeren hekken, die volgens sommige bronnen door de Duitse architect Gottfried Semper ontworpen zijn.
Het Royal Arsenal Gatehouse staat enigszins afzijdig op het marktplein van Woolwich, Beresford Square. Door het omleggen en verbreden van de A206 in de jaren 1980, scheidt de drukke weg tegenwoordig het monumentale poortgebouw van de rest van het arsenaal. De poort werd in 1829 opgericht, maar is in de loop van de 19e en 20e eeuw diverse malen verbouwd en uitgebreid. Alleen het onderste deel is origineel. De bronzen mortieren die de gevel bekronen, dragen het monogram van koning George IV.

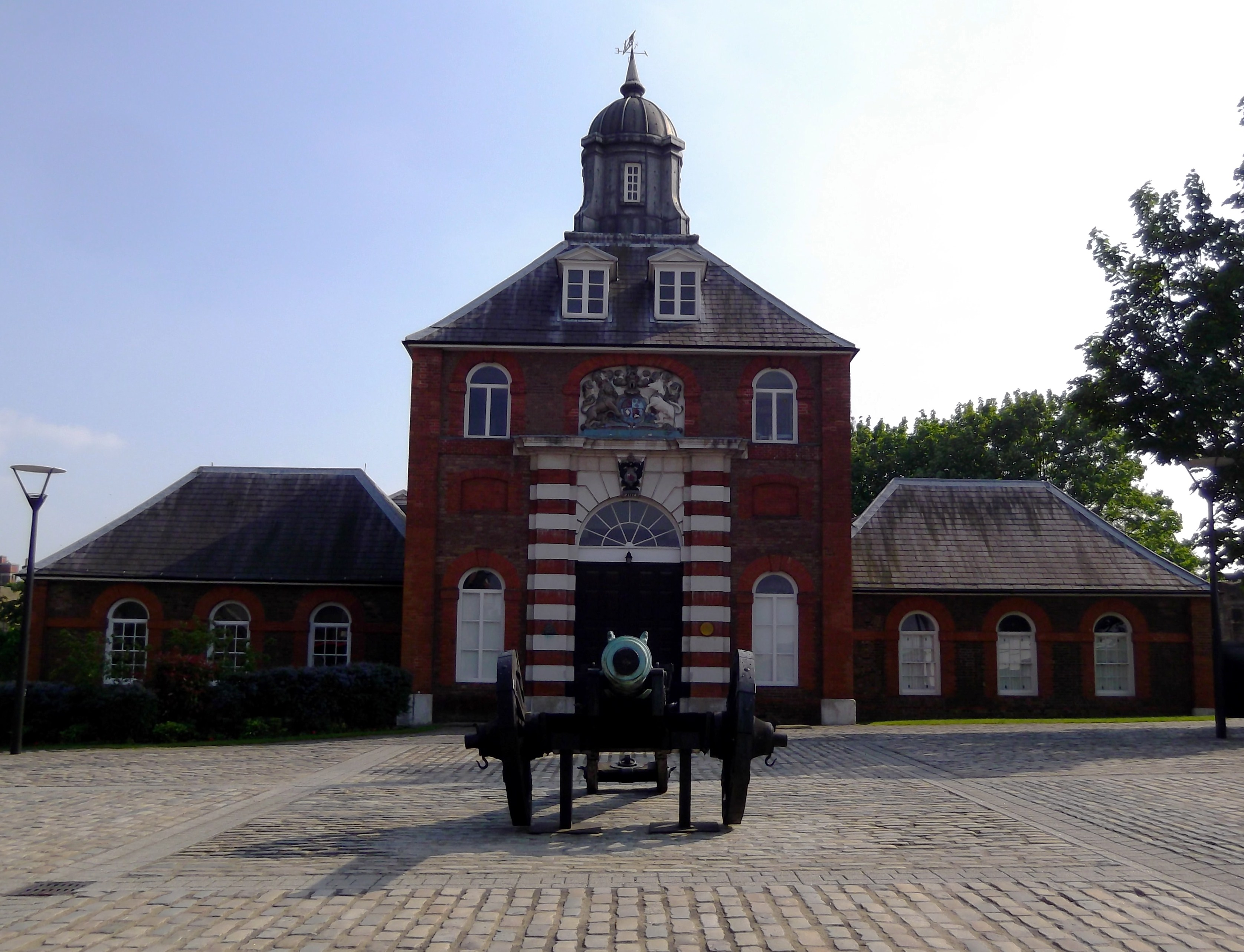
Royal Brass Foundry
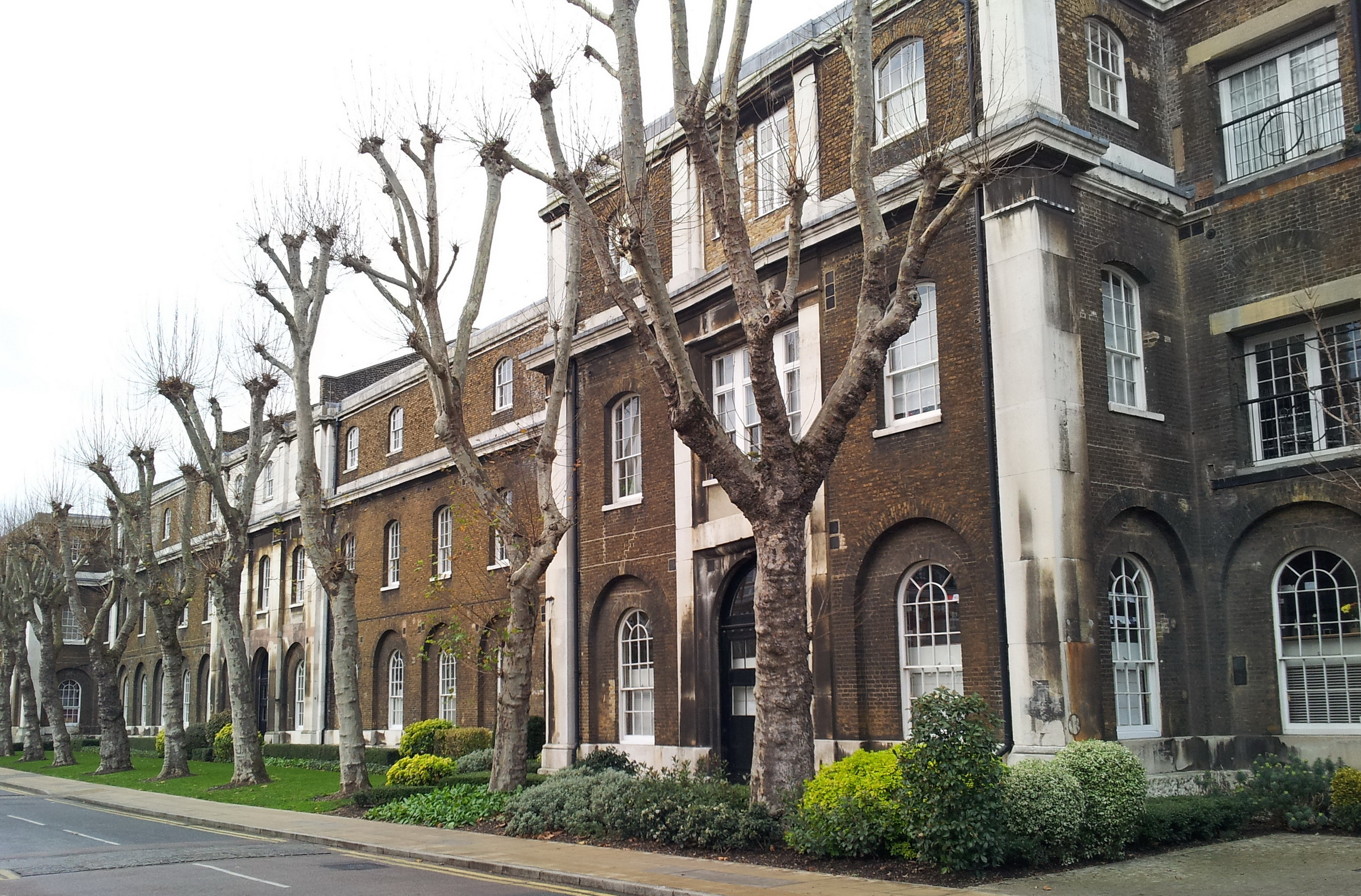
Grand Storehouse
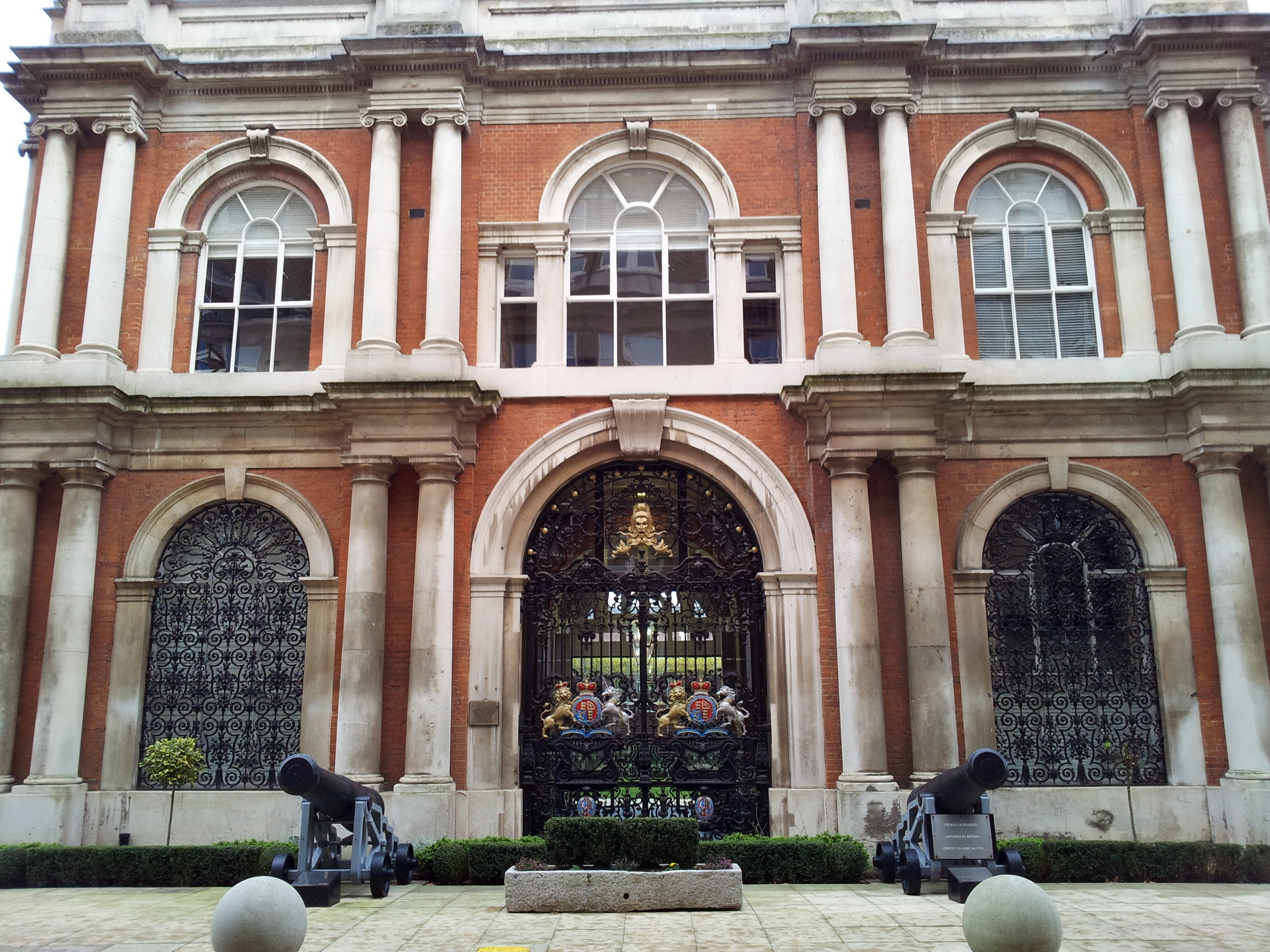
Shell Foundry
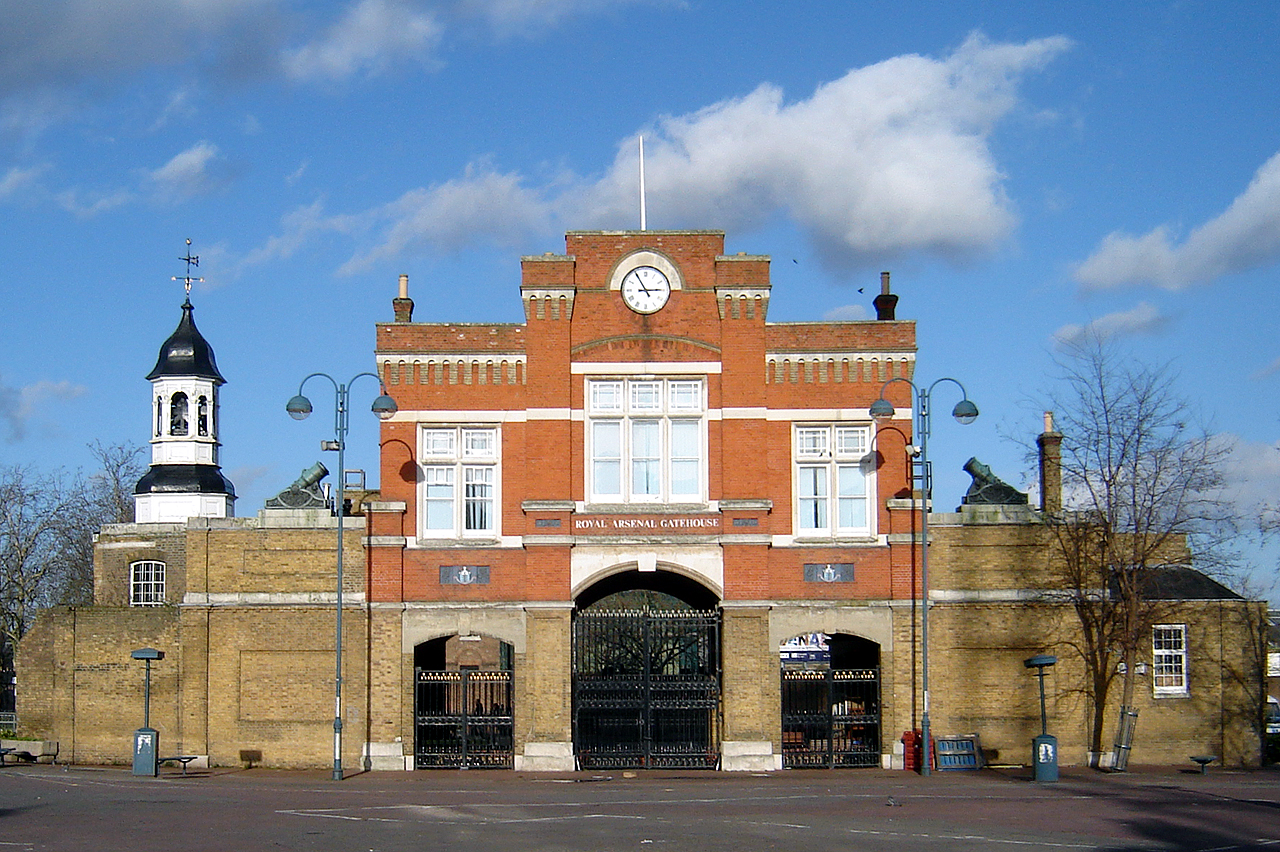
Royal Arsenal Gatehouse

## Openbare ruimte

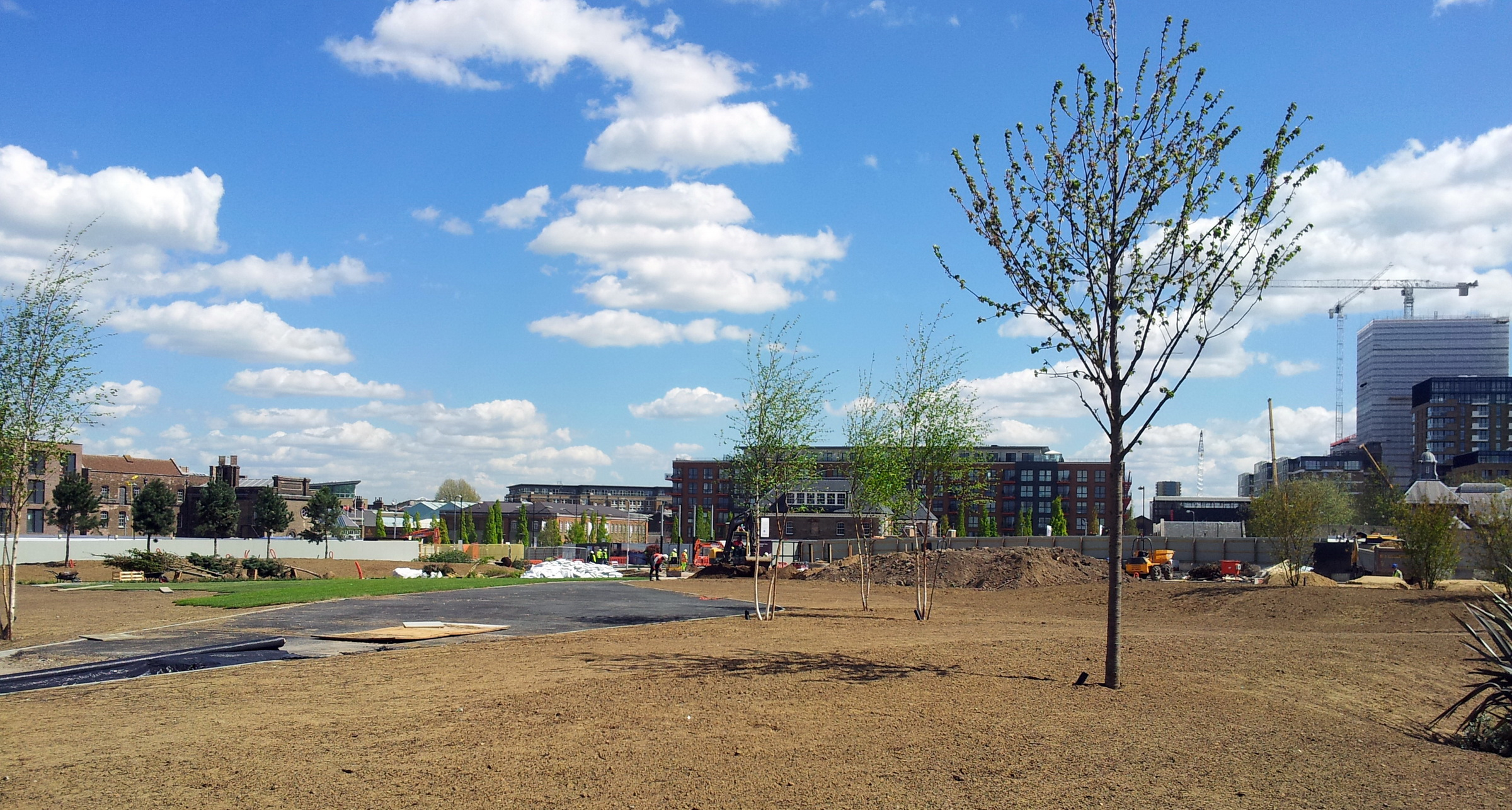
Aanleg nieuw park

### Straten, pleinen en parken
Bij de aanleg van straten en pleinen in de nieuwe wijk is rekening gehouden met het historische stratenpatroon. Vanwege de veiligheid en privacy zijn een aantal binnenstraten en -hoven echter niet publiek toegankelijk. Bij de herinrichting zijn oude materialen zoveel mogelijk opnieuw gebruikt. Waar dat niet mogelijk was, is gebruikgemaakt van hoogwaardige nieuwe materialen.
In het gebied bevinden zich enkele kleinere parken en groenstroken. Het Thames Path is een wandel- en fietsroute langs de Theems, dat langs het Royal Arsenal voert.

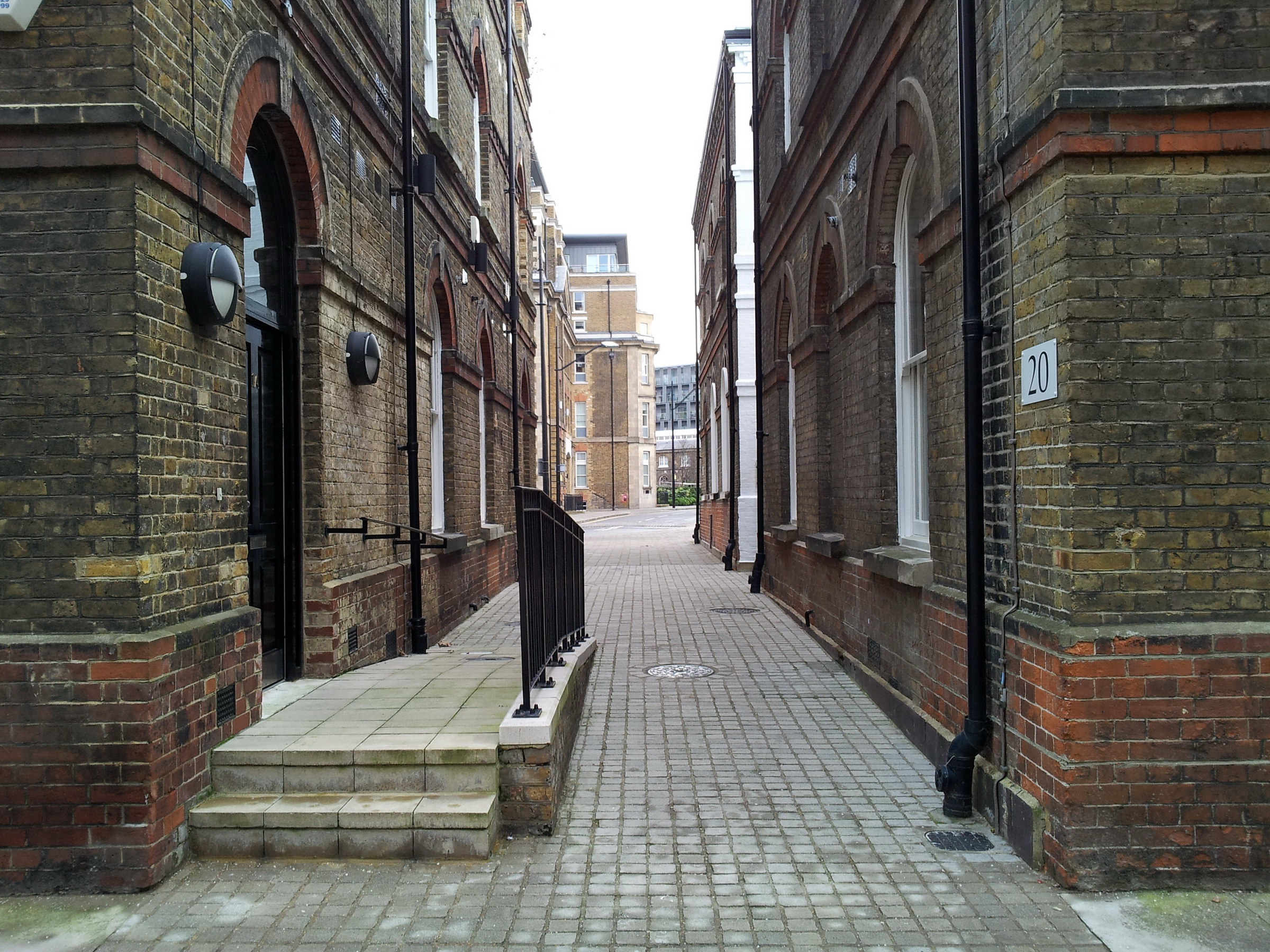
Smal straatje
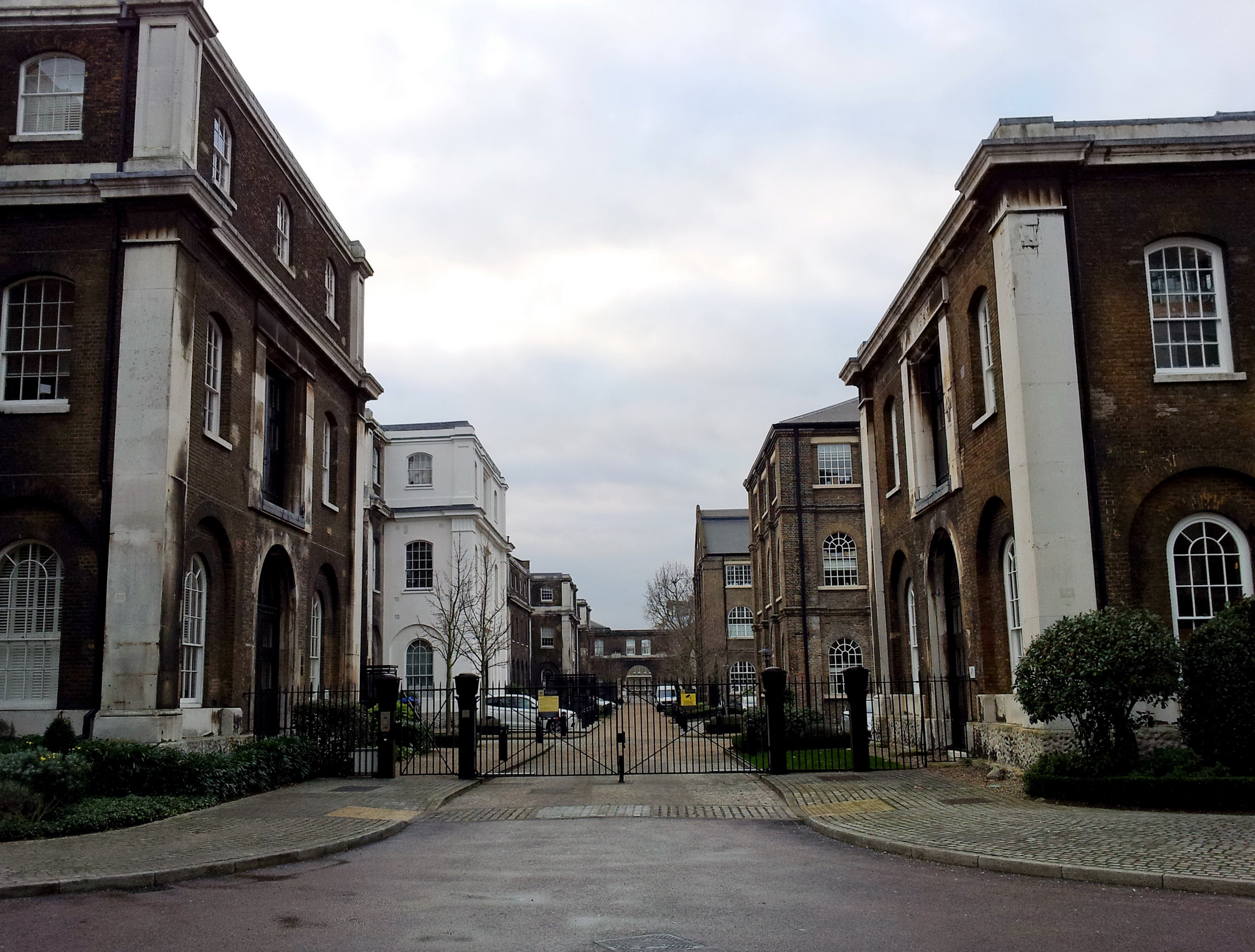
Afgesloten binnenstraat
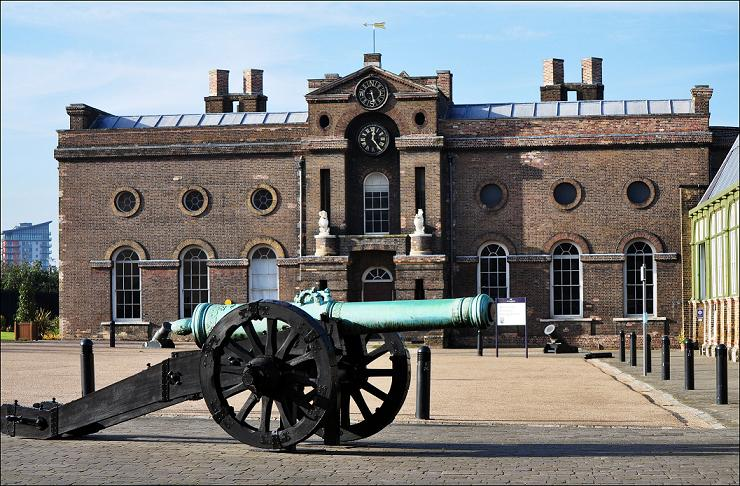
Artillery Square
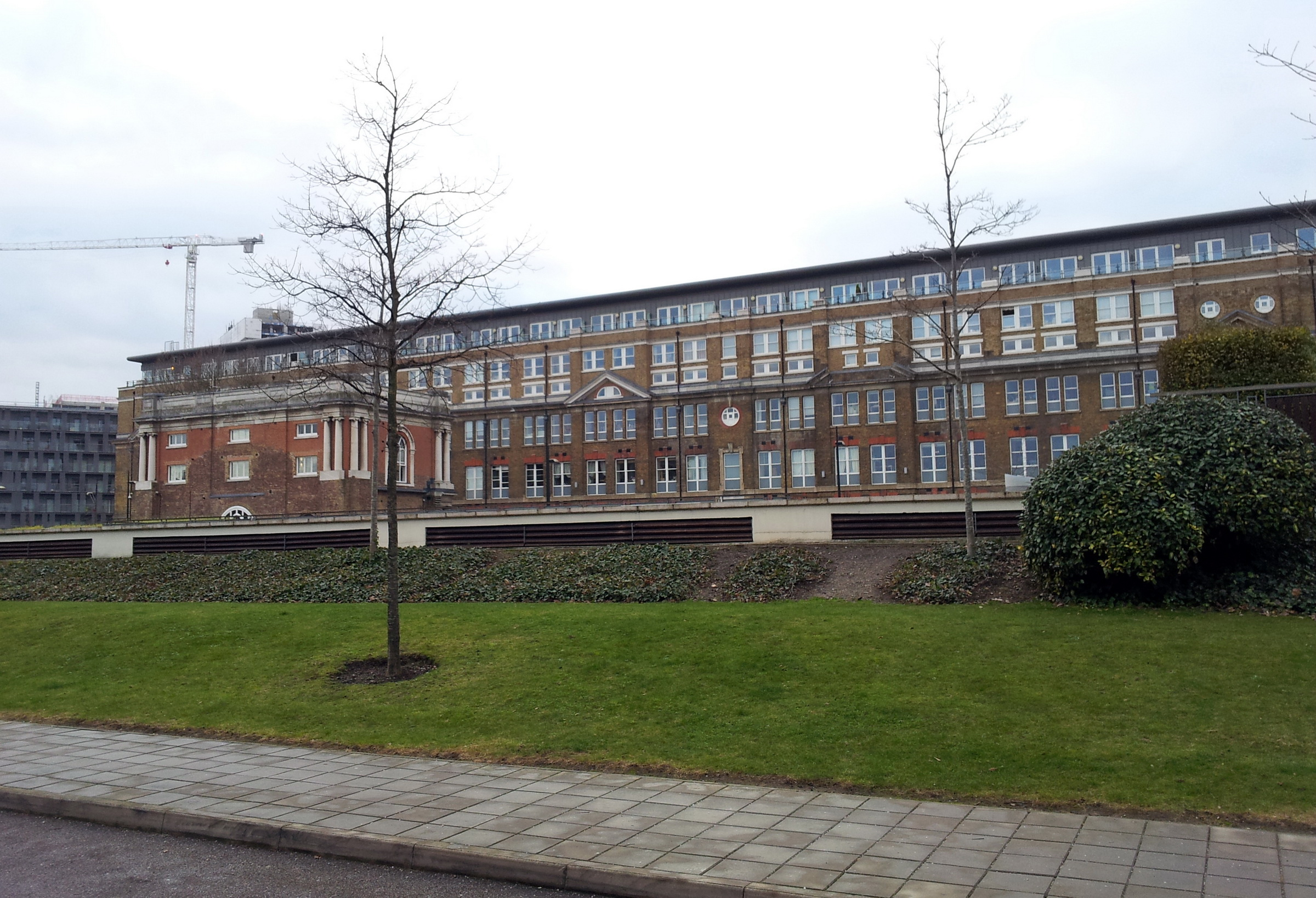
Wellington Park

### Kunst in de openbare ruimte
Het laat-Romeinse beeld van Deus Lunus tegen de gevel van de Royal Brass Foundry is afkomstig uit Alexandrië, Egypte, van waar het in 1801 door Britse troepen naar Woolwich gestuurd werd. Het standbeeld van de hertog van Wellington stond aanvankelijk bij de Tower of London, maar verhuisde in 1863 naar Woolwich Arsenal. Sinds 2005 staat het op de huidige locatie in Wellington Park. De gietijzeren sculptuur Assembly van Peter Burke bestaat uit achttien holle beelden van menselijke figuren en staat aan het einde van No 1 Street bij de Theems.
Daarnaast zijn op enkele plekken in de wijk, met name rondom het Royal Artillery Museum, kanonnen, tanks en andere militaire relicten te vinden.

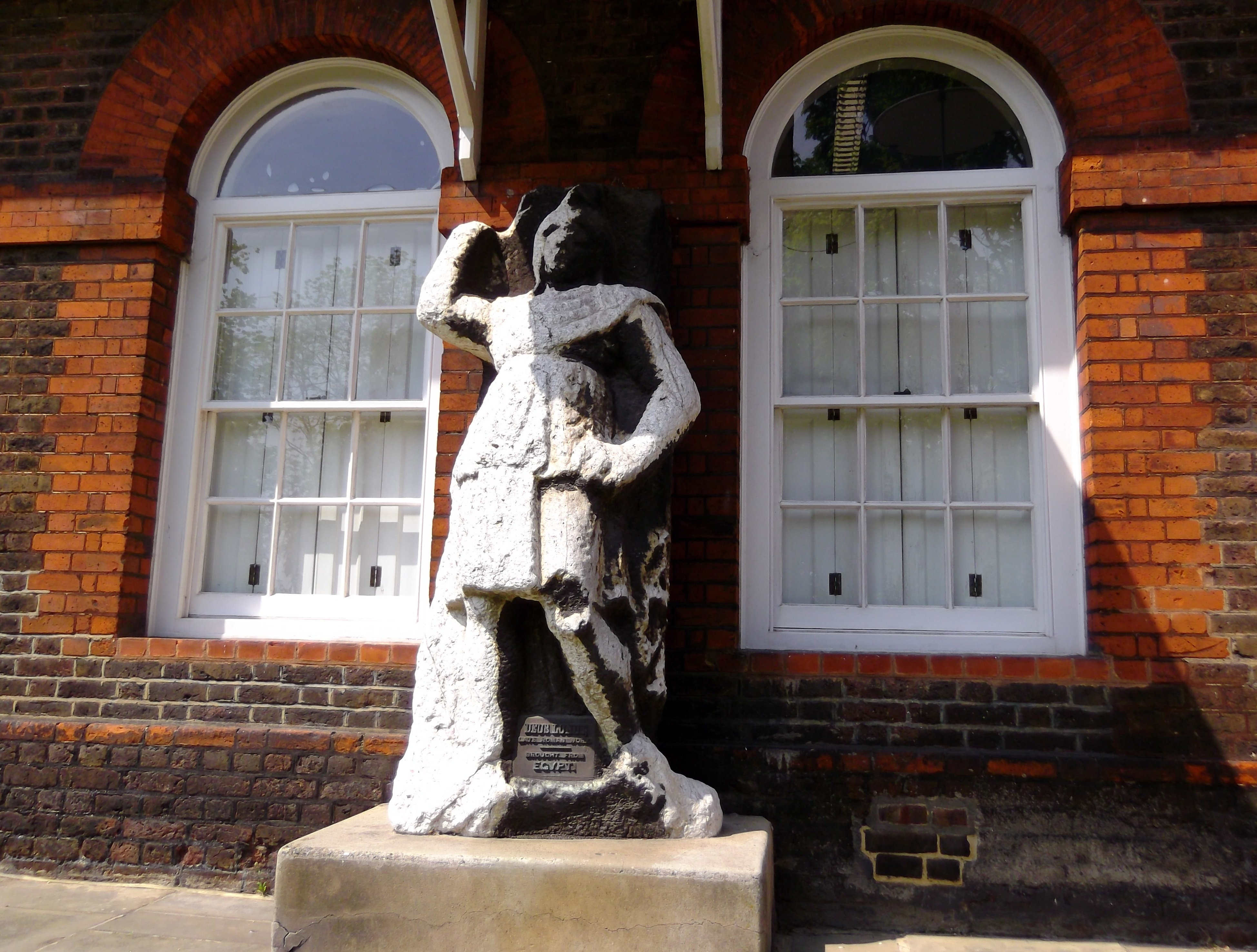
Laat-Romeins beeld bij de Royal Brass Foundry
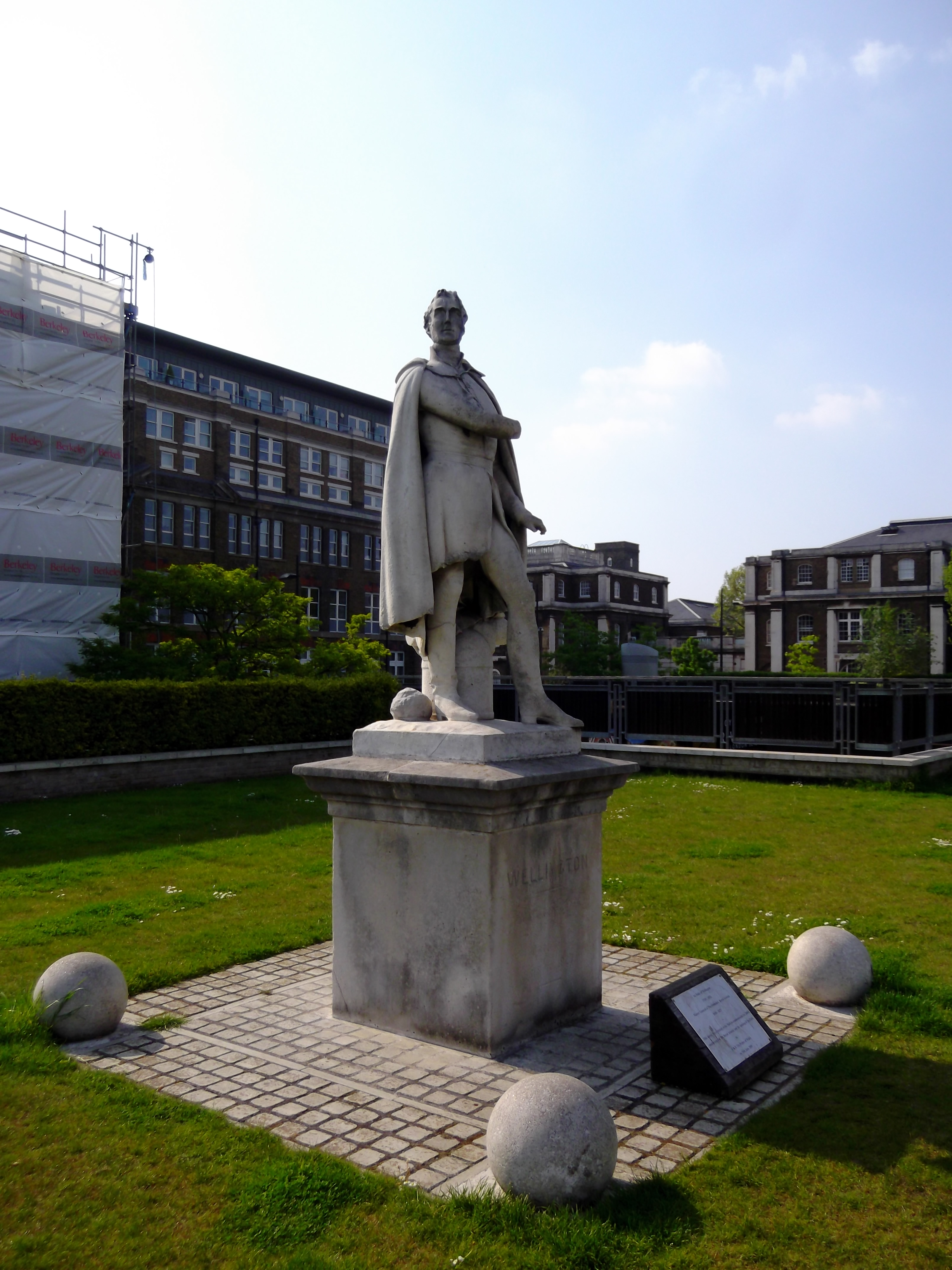
Wellington Park met standbeeld
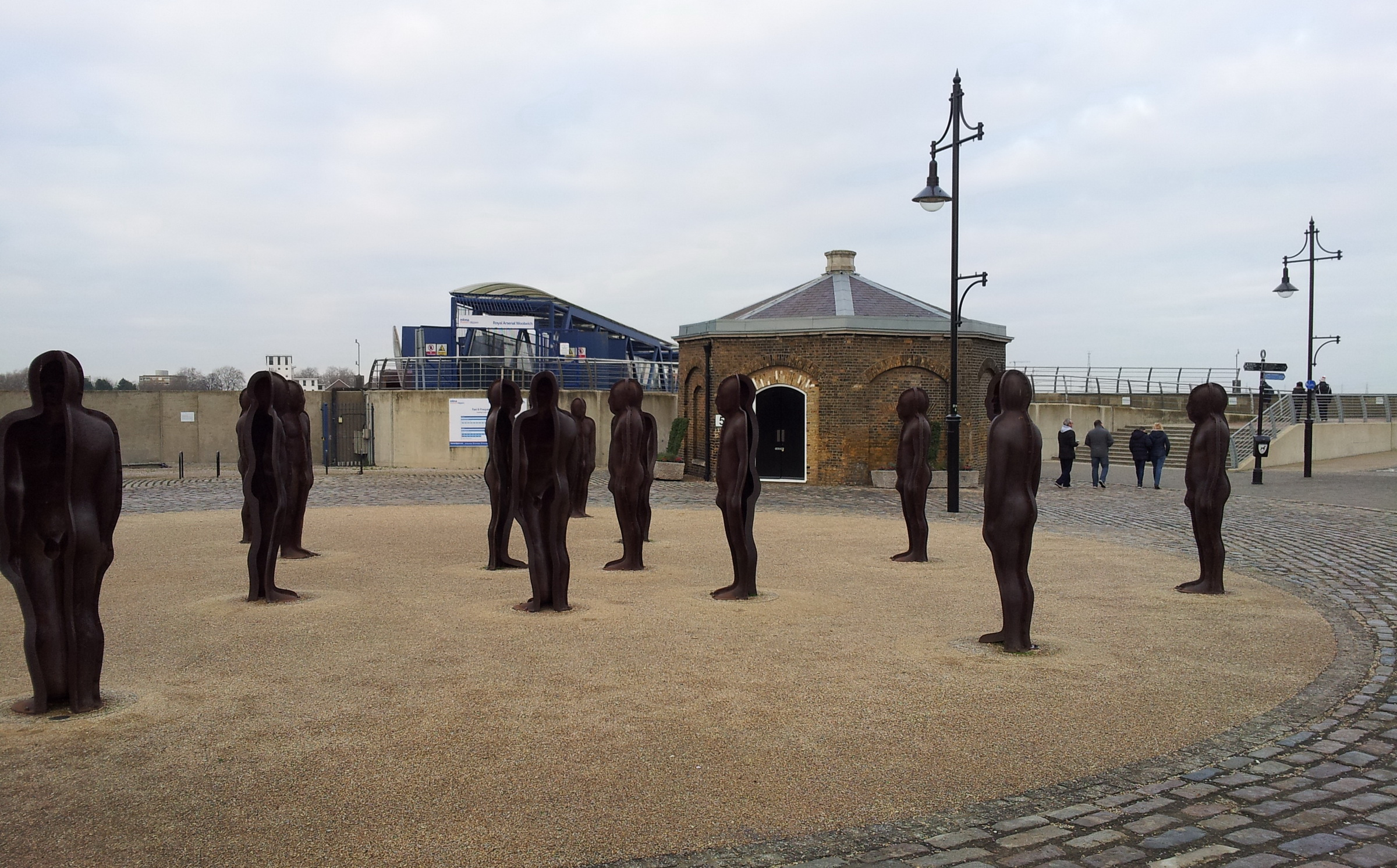
Plein aan de Theems met kunstwerk
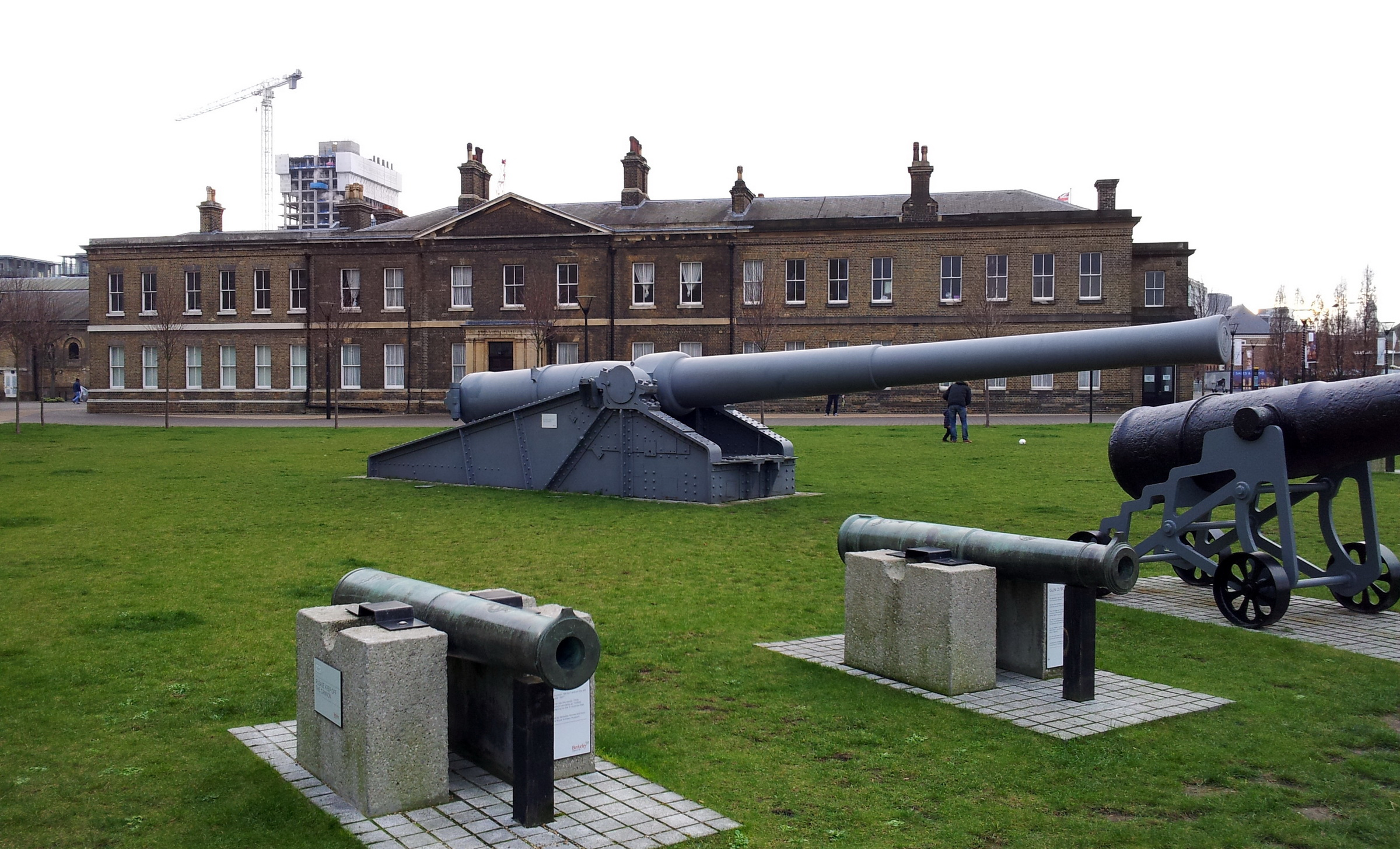
Kanonnen bij het Royal Artillery Museum